# 1766 en musique classique
| \| • Retour à la chronologie générale de la musique classique • \| |
| Grèce • Rome • Haut Moyen Âge • VIIIe siècle • IXe siècle • Xe siècle • XIe siècle XIIe siècle • XIIIe siècle • XIVe siècle • XVe siècle • XVIe siècle • XVIIe siècle XVIIIe siècle • XIXe siècle • XXe siècle • XXIe siècle |
| • Retour à la chronologie générale de la musique classique • |

| Années en musique classique : 1763 - 1764 - 1765 - 1766 - 1767 - 1768 - 1769    |
| Décennies en musique classique : 1730 - 1740 - 1750 - 1760 - 1770 - 1780 - 1790 |

## Événements
- mars : Mozart publie à la Haye six sonates pour clavecin avec accompagnement de violon KV. 26-31.
- Le jeune Mozart se produit pour la première fois à Paris chez le prince de Conti.
- octobre : Mozart compose à Zurich la Pièce pour clavier en fa majeur, KV 33b.
- Début de la publication de L'Art du facteur d'orgues de Dom Bédos de Celles. Fin de publication en 1778.

## Naissances

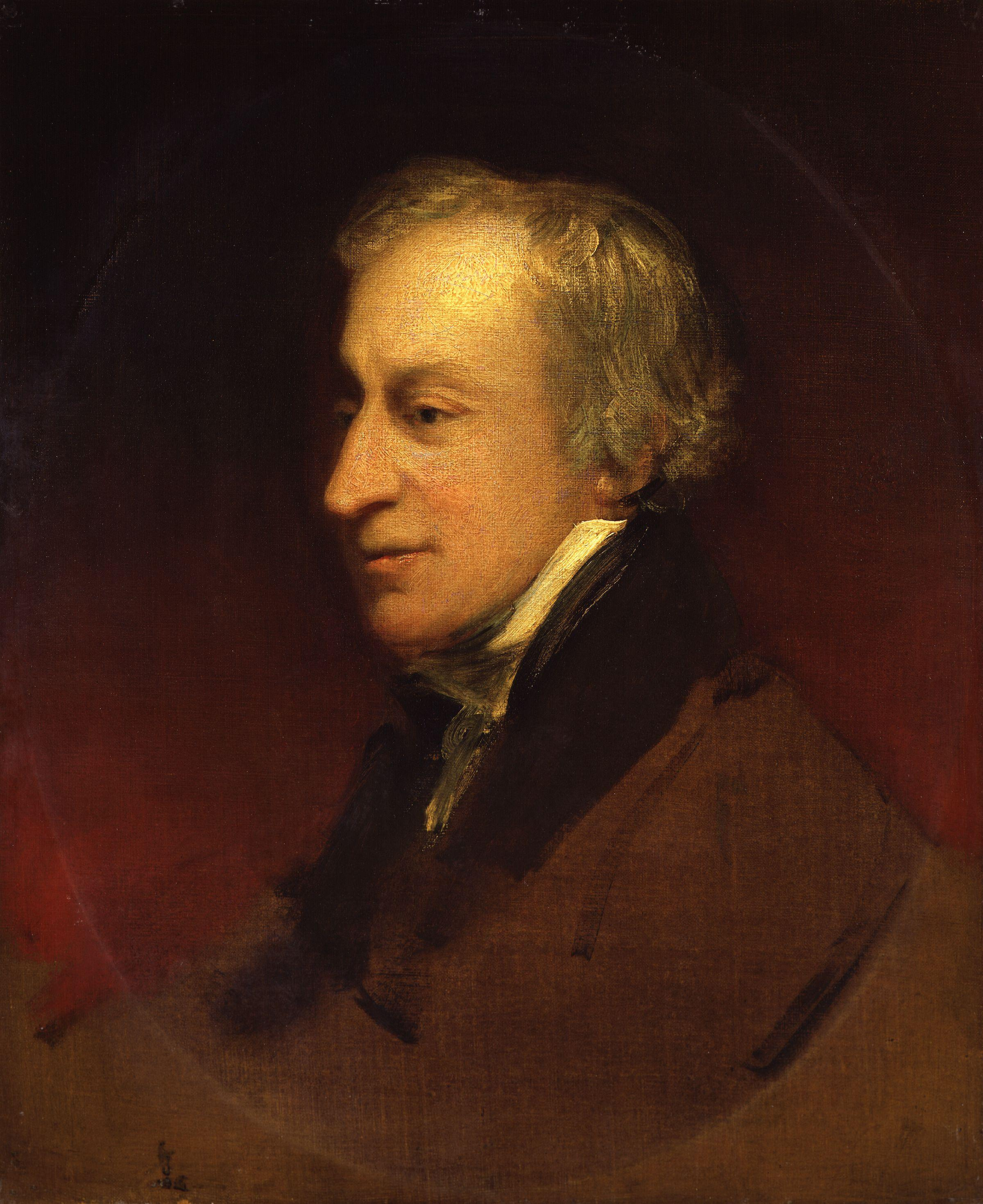
Samuel Wesley

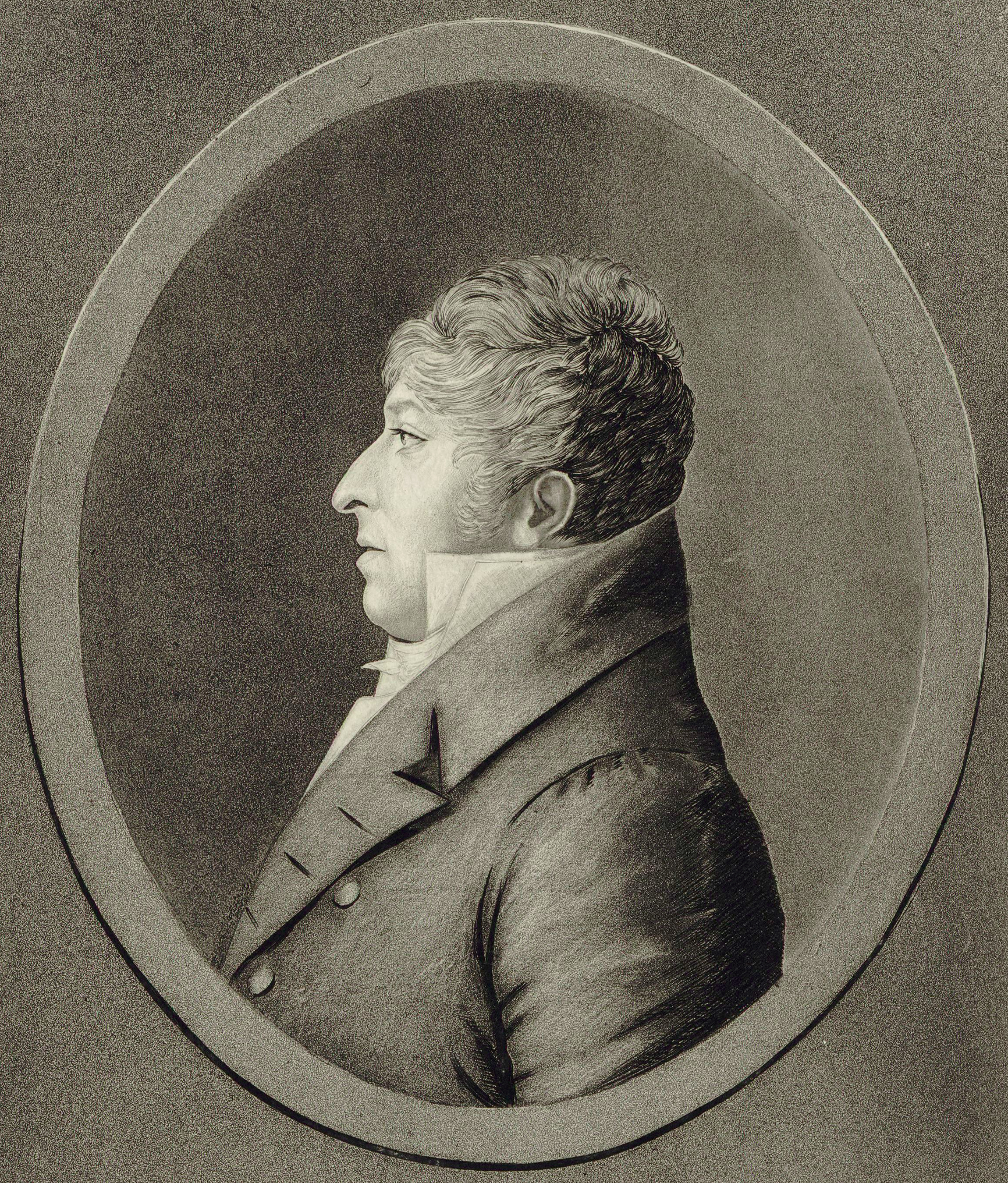
Rodolphe Kreutzer

- 10 janvier : Louis Massonneau, compositeur, violoniste et chef d'orchestre allemand († 4 janvier 1848).
- 24 février : Samuel Wesley, organiste et compositeur anglais († 11 octobre 1837).
- 3 mars : Joseph Sonnleithner, librettiste, directeur de théâtre, archiviste et juriste autrichien († 25 décembre 1835).
- 28 mars : Joseph Weigl, compositeur autrichien († 3 février 1846).
- 26 juillet : Franz Xaver Süßmayr, chef d'orchestre et compositeur autrichien († 17 septembre 1803).
- 31 juillet : Jacques-Marie Beauvarlet-Charpentier, organiste et compositeur français († 7 septembre 1834).
- 1er août : Ignaz Ladurner, pianiste, compositeur et pédagogue autrichien naturalisé français († 4 mars 1839).
- 9 octobre : Bedřich Diviš Weber (Friedrich Dionys (ou Dionysius) Weber), compositeur bohémien († 25 décembre 1842).
- 16 novembre : Rodolphe Kreutzer, violoniste et compositeur français († 6 janvier 1831).

Date indéterminée
- Jean Théodore Latour, pianiste et compositeur français († 1837).

## Décès

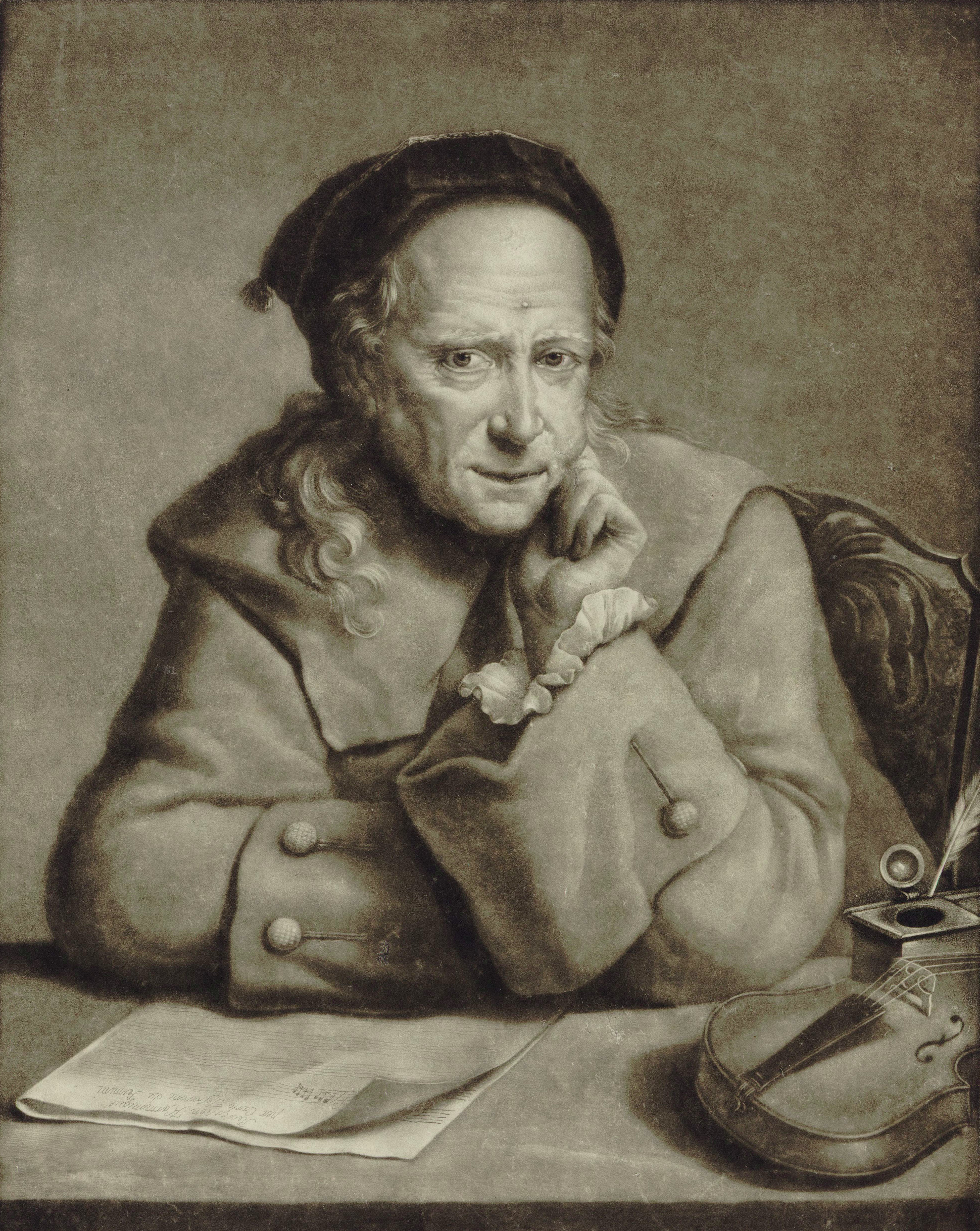
Carlo Tessarini

- 3 mars : Gregor Joseph Werner, compositeur autrichien (° 28 janvier 1693).
- 20 mars : Giovanni Battista Pescetti, compositeur, claveciniste et organiste italien (° vers 1704).
- 23 juin : Thomas Roseingrave, compositeur et organiste anglais (° 1690).
- 9 novembre : Unico Wilhelm van Wassenaer, diplomate et compositeur hollandais (° 2 novembre 1692).
- après le 15 décembre 1766 : Carlo Tessarini, violoniste et compositeur italien (° vers 1690).

Date indéterminée
- François-Étienne Blanchet II, facteur de clavecin français (° vers 1730).
- Michel de Bonneval, librettiste français.
- Thomas Chilcot, musicien anglais.
- Girolamo Alvise Giusti, écrivain et poète italien (° 1709).

Après 1766
- Vincenzo Pallavicini, compositeur italien (° fin du XVIIe siècle).